# El mágico prodigioso

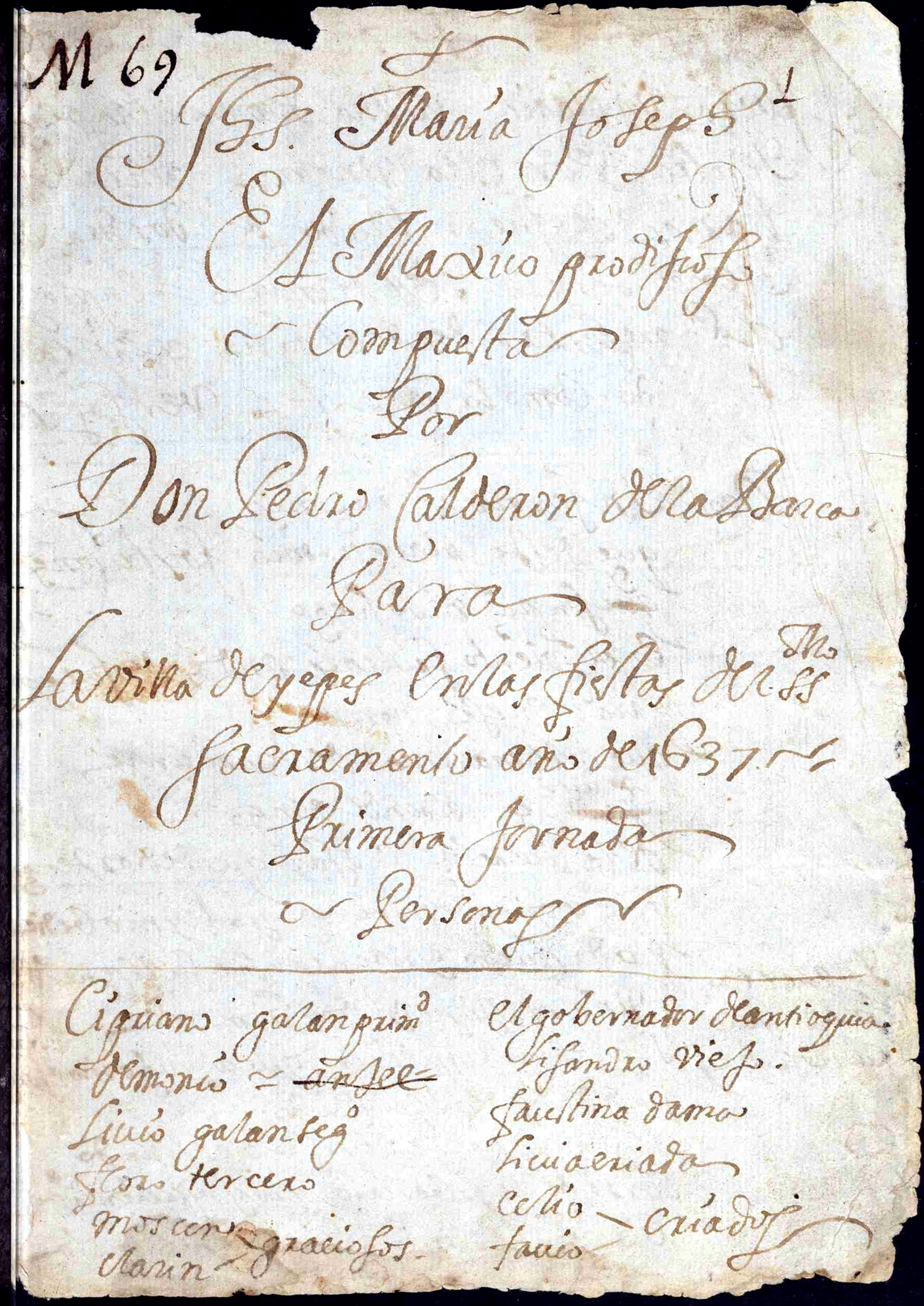
Manuscrito autógrafo de Calderón de la Barca de 1637 de El mágico prodigioso.

El mágico prodigioso es un drama de Pedro Calderón de la Barca compuesto en 1637 y estrenado en las fiestas del corpus en la villa de Yepes (Toledo). La obra se enmarca en el género de las comedias de santos y el final no llega a caracterizarla de tragedia, pues afrontan sus últimos instantes vitales como mártires cristianos yendo al encuentro con su fin con serena felicidad.

## Argumento
En una Roma en la que comienzan a surgir las primeras comunidades cristianas, Cipriano, proclive al estudio, descubre un pasaje de la Historia natural de Plinio (II, V) que encierra una definición del Dios único. Por otro lado, ama a Justina, una cristiana que rechaza a todos sus pretendientes, incluyendo a Cipriano. Este, enamorado, vende su alma al Demonio para conseguir su amor. Cipriano, ya convertido en «mágico» (mago) tras un año de estudio con el diablo, conjura a Justina, mientras el Demonio intenta que vaya al encuentro de Cipriano sin conseguirlo, puesto que a esta la ampara una fuerza superior a la del ángel caído, la de Dios. En lugar de enviar a Justina en persona, el diablo se tiene que contentar con invocar un fantasma con la apariencia de Justina, que acude al encuentro amoroso. Cuando Cipriano la tiene en sus brazos, la figura de Justina es solo un esqueleto que desaparece. Cipriano comprende la verdad de lo que dejó leído en Plinio al principio de la acción y, gracias al benéfico influjo de la firmeza cristiana de Justina, acaba convirtiéndose a la nueva fe. Finalmente los dos mueren mártires.

## Análisis
El asunto está tomado de la vida de los santos Cipriano y Justina, mártires de Antioquía hacia el siglo III. El hecho consta solo por una remota tradición. El argumento, sin embargo, debe mucho a los motivos presentes en El esclavo del demonio (1612), de Mira de Amescua.
Se trata de uno de los mejores dramas devotos, no ya de su autor, sino del antiguo teatro religioso. El pensamiento filosófico que encierra, esto es, el triunfo del libre albedrío, aun contra las imperiosas tendencias de la naturaleza y de las coacciones morales de todo género, resulta comprobado con la inquebrantable resistencia de la virtuosa doncella cristiana y con el vencimiento y humillación de la falsa ciencia mágica de Cipriano y su pasión amorosa.
El drama está maravillosamente escrito y versificado, y salvo la excesiva intervención de personajes secundarios como Lelio y Floro, que a veces convierten este drama en vulgar comedia de capa y espada, y el predominio de los graciosos, introducidos pensando en el público que había de contemplar la comedia, la obra puede considerarse perfecta.
El título de la obra, el Mágico prodigioso, es ambivalente, pues puede hacer referencia en un primer momento al poder sobrenatural del Demonio, pero el desenlace muestra que el «Mágico Prodigioso» por antonomasia es Dios, que tiene poder omnímodo y por tanto, supera al del diablo. En el momento en que el Demonio pretende usar su magia para atraer a Justina al amor apasionado por Cipriano, esta duda y se resiste, y su firmeza vence al diabólico influjo gracias a estar amparada por el Dios único de los cristianos. De ese modo, Dios es el gran protagonista de la trama, el actor principal, que gobierna y contempla todo lo que su creación mueve, incluyendo al diablo.
Destacan algunos pasajes de gran altura, como el primer debate dialéctico entre el Demonio y Cipriano, que es capaz de sostener con argumentos la existencia del Dios verdadero ante el mágico maligno, las décimas basadas en la diseminación y recolección (tan propias del arte calderoniano, al modo del más conocido monólogo de Segismundo en La vida es sueño), en que Cipriano alaba la hermosura de Justina, o la tentación de esta y su defensa ante el diablo, que fue traducida al inglés por Shelley.